# Айбашское сельское поселение
Айбашское сельское поселение — сельское поселение в Высокогорском районе Татарстана. Расположено в северо-западной части района.

## Состав поселения
с. Айбаш (административный центр), д. Апсабаш, с. Большой Куюк, д. Кара-Куль, д. Кудаш, с. Янга-Аул

## Население
| 2010 | 2011 | 2012 | 2013 | 2014 | 2015 | 2016 |
| ---- | ---- | ---- | ---- | ---- | ---- | ---- |
| 798  | ↗799 | ↘777 | ↘742 | ↘724 | ↘714 | ↘702 |
| 2017 | 2018 |      |      |      |      |      |
| ↘687 | ↘670 |      |      |      |      |      |